# Кителер, Алиса
Дама Алиса Кителер (англ. Dame Alice Kyteler; 1263 — умерла после 1324) — ирландская аристократка. В 1324 году первой на территории Ирландии была признана судом ведьмой и осуждена на смерть за колдовство, ведовство, чернокнижие, наведение порчи и т. п., однако сумела избежать казни.

## Биография
Дама Алиса Кителер родилась в Кителер-Хаусе, в ирландском графстве Килкенни, и была единственным ребёнком в знатной семье нормандо-ирландского происхождения. Была замужем четыре раза. Её первым мужем был Уильям Аутлав, банкир; второй звался Адам ле Блонд, третий — Ричард де Валль. Четвёртый её супруг, сэр Джон ле Поэр, к моменту объявления обвинений в адрес его жены, страдал головокружениями и обмороками. Дети сэра Джона считали, что Алиса отравила их отца. При обыске в доме родителя Алисы были обнаружены многочисленные «волшебные напитки и порошки», использовавшиеся при занятиях чёрной магией. В связи с этим сэр Джон ле Поэр и его дети обвинили Алису Кителер в том, что своим колдовством она умертвила трёх предыдущих мужей и «похитила здоровье» у четвёртого. Согласно обвинению, ведьма с помощью колдовских мазей, приготовленных из внутренностей принесённых в жертву Сатане петухов и мозга некрещёных младенцев, заколдовала до смерти и смертельных болезней всех своих мужей. Ей также вменялось в вину осквернение церквей, а также то, что она по ночам встречалась с дьяволом с тем, чтобы тот ей «давал советы, как творить Зло».

## Процесс
В 1324 году епископ Оссорийский Ричард де Ледреде начал судебный процесс, который дал следующий результат: дама Алиса Кителер является главой группы колдунов и еретиков (ковена), действующей в графстве Килкенни. Против членов этой группы были выдвинуты следующие обвинения:
- отказ от христианской веры.
- принесение в жертву демонам животных и птиц. Так, демону Робину Артиссону были принесены в жертву 9 петухов и глаза 9 павлинов. Тела убитых птиц были расчленены и разложены по перекрёсткам городских улиц.
- они просили совета у демонов в колдовском искусстве.
- собирались по ночам, чтобы осквернять церкви.
- при помощи заколдованных мазей, порошков и свечей — нанесение вреда и порчи здоровью людей, привитие при помощи волшебства любви или ненависти. Материалами для этих вредоносных деяний служили черви; ногти мертвецов; внутренности принесённых в жертву дьяволу петухов; волосы, мозг и части савана некрещёных детей, различные травы и «прочие мерзости». Все эти ингредиенты смешивались и варились в сосуде, сделанном из черепа осуждённого вора.
- кроме этого, персонально Алиса Кителер была обвинена в том, что колдовством принудила детей других её мужей передать все свои богатства её любимому сыну Уильяму Аутлаву и заколдовала сэра Джона де Поэра так, что у последнего выпали волосы и ногти.
- также Алиса была обвинена в том, что держала демона Робина Артиссона (сына Искусств), «чёрного человека», в качестве инкуба. Этот её потусторонний любовник и был настоящим источником её богатства.

Кроме этого, свидетели сообщали, что видели знатную даму на улицах Килкенни с метлой, сметавшей пыль в сторону дома её сына Уильяма Аутлава, и при этом приговаривавшую: «Всё богатство Килкенни, ступай в дом моего сына Уильяма!».
Собрав все эти сведения, епископ Ледреде предъявил колдунам обвинение и попытался их арестовать. Однако, ввиду высокого социального статуса дамы Кителер потребовалось особое постановление об аресте. Для этого епископ попытался лишить её прав сословия и призвал колдунью к себе. Однако Алиса предпочла бежать в Дублин где, использовав свои связи и немалые средства, добилась того, что в тюрьму был брошен сам епископ. Всё же через 17 дней он снова вышел на свободу, обвинил Уильяма Аутлава в ереси и неоднократно пытался схватить даму Кителер — правда, безуспешно. После того, как она в Килкенни была осуждена за колдовство, Алиса бежала в Англию, где приговор ирландского суда не имел силы. Сын её Уильям, признавший обвинение по всем пунктам, был осуждён как еретик и провёл 9 недель в заключении, затем же был отправлен в паломничество в Англию, к могиле святого Томаса Кентерберийского. Кроме этого, он должен был заплатить определённую сумму на ремонт крыши собора.
Не столь знатные «колдуны» были наказаны гораздо строже. Камеристка Кителер, Петронилла де Мит, после ареста была бита плетьми до тех пор, пока не подтвердила все обвинения в отношении своей госпожи. Затем она была лишена прав сословия (экскоммуницирована), признана ведьмой и 3 ноября 1324 года заживо сожжена на костре. Это был первый известный случай сожжения за колдовство в Ирландии.
Прочие уличённые колдуны были высечены плетьми на рыночной площади и улицах Килкенни. Сама дама Алиса Кителер была осуждена заочно, «в её отсутствие». Принадлежавшие ей в Ирландии земельные владения были конфискованы.